# اريك مودي
اريك مودي (بالإنجليزية: Eric Moody)‏ هو لاعب كرة قاعدة أمريكي، ولد في 6 يناير 1971 في غرينفيل في الولايات المتحدة.